# 동진서비스
동진써비스(東進―)는 부산광역시 사하구의 마을버스회사이다. 본사는 부산광역시 사하구 다대로 722 (다대동)에 위치해 있는 회사이다. 같은 관내 시내버스 회사인 동진여객의 계열사였다. 2000~2017년까지는 동진여객 마을버스로 있었다.

## 주요 연혁
- 1990년대 : 동진여객 계열사로 회사 설립
- 2000년대 : 계열사인 동진여객에 흡수합병되었다.
- 2017년 : 동진써비스로 분리

## 주요 버스노선
- ● 사하15번 : 다대롯데캐슬 ↔ 제일제당 ↔ 구평초등학교 ↔ 괴정초등학교